# Coro de carnaval

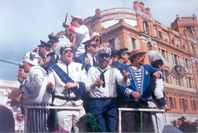
Coro gaditano en Carnaval

Un coro de carnaval es un tipo de agrupación carnavalesca genuina de Cádiz que sale a la calle en bateas o carrozas a cantar y ofrecer coplas al pueblo.
Puede contener de 12 a 45 componentes (35 voces y 10 orquesta), los cuales cantan en diferentes voces: tenor, segunda y bajo. La orquesta es de pulso y púa y los instrumentos utilizados son la guitarra, la bandurria y el laúd. Su repertorio se compone de presentación, tangos, cuplés, estribillos y popurrí.
El Concurso Oficial de Agrupaciones Carnavalescas (COAC), se celebra en el Gran Teatro Falla donde los coros comparten escenario con otras tres modalidades de agrupaciones: las comparsas, las chirigotas y los cuartetos.
Los primeros premios de coros de los últimos años son:
| Año  | Agrupación                     | Autor                                           |
| ---- | ------------------------------ | ----------------------------------------------- |
| 2019 | Los del patio                  | David Fernández Romero                          |
| 2018 | Vive, sueña, canta             | Luis Manuel Rivero Ramos                        |
| 2017 | El mayor espectáculo del mundo | Luis Manuel Rivero Ramos                        |
| 2016 | La vuelta a Cádiz en 80 mundos | Faly Pastrana                                   |
| 2015 | La trattoria                   | Julio Pardo                                     |
| 2014 | Los dictadores                 | Faly Pastrana                                   |
| 2013 | Los cabrones                   | Julio Pardo y Antonio Rivas                     |
| 2012 | El amanecer                    | Faly Pastrana                                   |
| 2011 | Allegro molto vivace           | Nandi Migueles                                  |
| 2010 | Los tangueros                  | Faly Pastrana                                   |
| 2009 | Cuando yo me pele              | Julio Pardo y Antonio Rivas                     |
| 2008 | El coro la catedral            | Julio Pardo y Antonio Rivas                     |
| 2007 | El mejor coro del mundo        | Julio Pardo y Antonio Rivas                     |
| 2006 | Comediantes                    | Nandi Migueles                                  |
| 2005 | Por los bloques                | Julio Pardo y Antonio Rivas                     |
| 2004 | Big band                       | Nandi Migueles                                  |
| 2003 | Cumpleaños feliz               | Julio Pardo y Antonio Rivas                     |
| 2002 | Los voluntarios                | Faly Pastrana y Kiko Zamora                     |
| 2001 | La gaditana                    | Julio Pardo y Antonio Rivas                     |
| 2000 | Los desoterraos                | Faly Pastrana y Kiko Zamora                     |
| 1999 | La cuesta de jabonería         | Faly Pastrana y Kiko Zamora                     |
| 1998 | La máquina                     | Nandi Migueles y Pepe Marchena                  |
| 1997 | El habla de Cádiz              | Grupo de la Salle Viña                          |
| 1996 | Buque escuela                  | Julio Pardo y Antonio Rivas                     |
| 1995 | El pregón                      | Julio Pardo y Antonio Rivas                     |
| 1994 | El coro                        | Julio Pardo y Antonio Rivas                     |
| 1993 | La tienda la cabra             | Julio Pardo y Antonio Rivas                     |
| 1992 | Titirimundi                    | Nandi Migueles y Pepe Marchena                  |
| 1991 | Vamos a la ópera               | Julio Pardo y Antonio Miranda                   |
| 1990 | Batmonos que nos vamos         | Grupo de la Salle Viña                          |
| 1989 | Takatá chim chim pom pom       | Grupo de la Salle Viña                          |
| 1988 | Quo Cadix                      | Salvador Longobardo y Eduardo Bablé             |
| 1987 | Watussi                        | Adela del Moral y Antonio Segura                |
| 1986 | La viudita naviera             | Adela del Moral y Antonio Rivas                 |
| 1985 | La banda municipal             | Eduardo Bablé Neira y José L. Sánchez del Pino) |
| 1984 | Guacamayos y lechuguinos       | Julio Pardo y Kiko Zamora                       |
| 1983 | La tía norica                  | Julio Pardo y Kiko Zamora                       |
| 1982 | Pinocho                        | Grupo de la Salle Viña                          |
| 1981 | Entre pitos y flautas          | Grupo de la Salle Viña                          |

## Autores de coros destacados
- Julio Pardo
- Fernando Migueles Santander (Nandi)
- Luis Manuel Rivero Ramos
- Antonio Rivas
- Faly Pastrana
- Antonio Bayón
- José Manuel Pedrosa Rodríguez
- David Fernández Romero
- Eduardo Bablé Neira
- Adela del Moral